# 호시 유지
호시 유지(일본어: 星 雄次, 1992년 7월 27일 ~ )는 일본의 축구 선수이다. 현재 J1리그의 알비렉스 니가타에서 뛰고 있다.

## 구단 경력
그는 2015년부터 J리그의 후쿠시마 유나이티드 FC, 레노파 야마구치 FC, 오이타 트리니타, 알비렉스 니가타에서 뛰었다.